# A Confissão de Lúcio
A Confissão de Lúcio é um conto escrito por Mário de Sá-Carneiro. É uma das obras mais importantes deste autor porque contém três das suas obsessões dominantes: o suicídio, o amor e o anormal avançando até à loucura.
O conto narra a história da complexa relação amorosa/sexual/mental entre o triângulo Lúcio, Marta, Ricardo. A relação é analisada por alguns estudiosos como Ricardo sendo "o outro" de Lúcio e Marta sendo a ponte de ligação entre eles.
Apresentado sob a forma de romance policial, a exemplo das novelas fantásticas de Edgar Poe, o conto inicia com uma breve introdução, na qual o narrador, Lúcio, assumindo-se como autor, justifica o seu objetivo: alegar sua inocência após ter cumprido dez anos de prisão aos quais foi condenado pelo suposto assassinato do amigo Ricardo de Loureiro. O narrador promete dizer toda a verdade, "mesmo quando ela é inverossímil", sobre essa morte ocorrida em circunstâncias misteriosas e sem testemunhas, mas considerada judicialmente "crime passional".
Lúcio percebe uma semelhança entre Marta e Ricardo. Ele diz que os dois têm os mesmos gostos e até o mesmo sabor do beijo (Lúcio e Ricardo beijaram-se por causa de uma brincadeira). Por ser um texto de vanguarda, já que o autor se empenhou na busca de novos significantes numa ruptura com o modelo centrado no código princípio-meio-fim, esta obra de ficção continua aberta a novos estudos.
É a narrativa que "para todos os efeitos" faz arrancar "o cânone contemporâneo, português e homossexual", segundo o crítico e escritor Eduardo Pitta, em "Fractura" (ed. Angelus Novus, 2003; pág. 12).

## Personagens
- Ricardo de Loureiro - poeta, artista.
- Gervásio Vila-Nova - artista falido (escultor).
- Fonseca - pintor pobre.
- Lúcio Vaz - escritor, amante de Marta.
- Marta - heroína, escultural, mulher de Ricardo.
- Americana rica